# Ichstedt
Ichstedt è una frazione della città tedesca di Bad Frankenhausen/Kyffhäuser.

## Storia
Il 1º gennaio 2019 il comune di Ichstedt venne soppresso e aggregato alla città di Bad Frankenhausen/Kyffhäuser.